# Lomóvitsk-2
Lomóvitsk-2 (en rus: Ломовицк-2) és un poble de l'óblast de Tomsk, a Rússia, que el 2015 tenia 269 habitants.